# Torsö
Torsö  es la isla más grande del lago Vänern, en Suecia. Se encuentra en el municipio de Mariestad. Está formada por dos islas, Torsö y Fågelö, pero alrededor del año 1930 el agua entre las dos fue bombeada y el anterior lecho marino se usa ahora para cultivos. 
Torsö tiene alrededor de 550 familias que viven allí durante todo el año, número que se triplica en los veranos. En 1976 se le dio el nombre al cráter Torsö, uno de los cráteres de Marte en el cuadrángulo Argyre.

## Galería

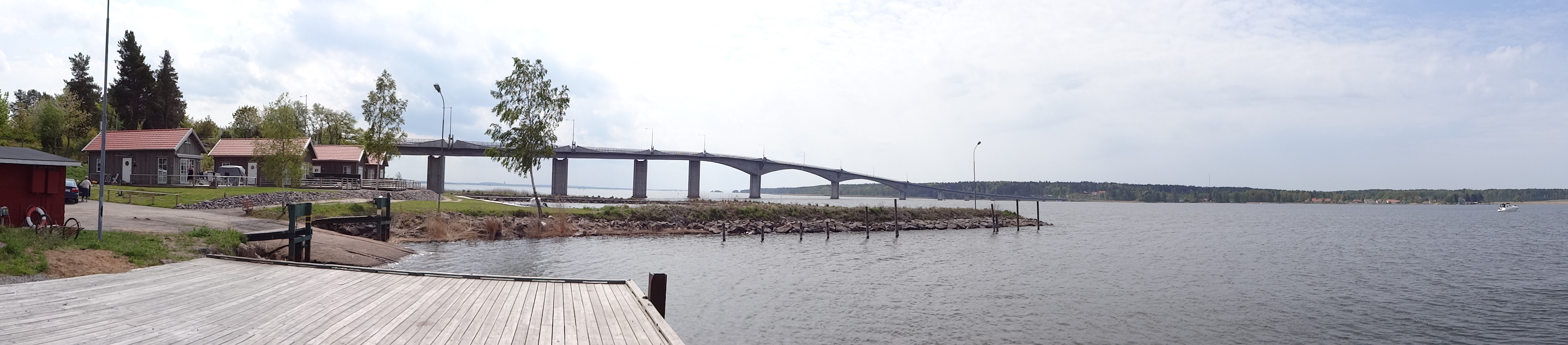
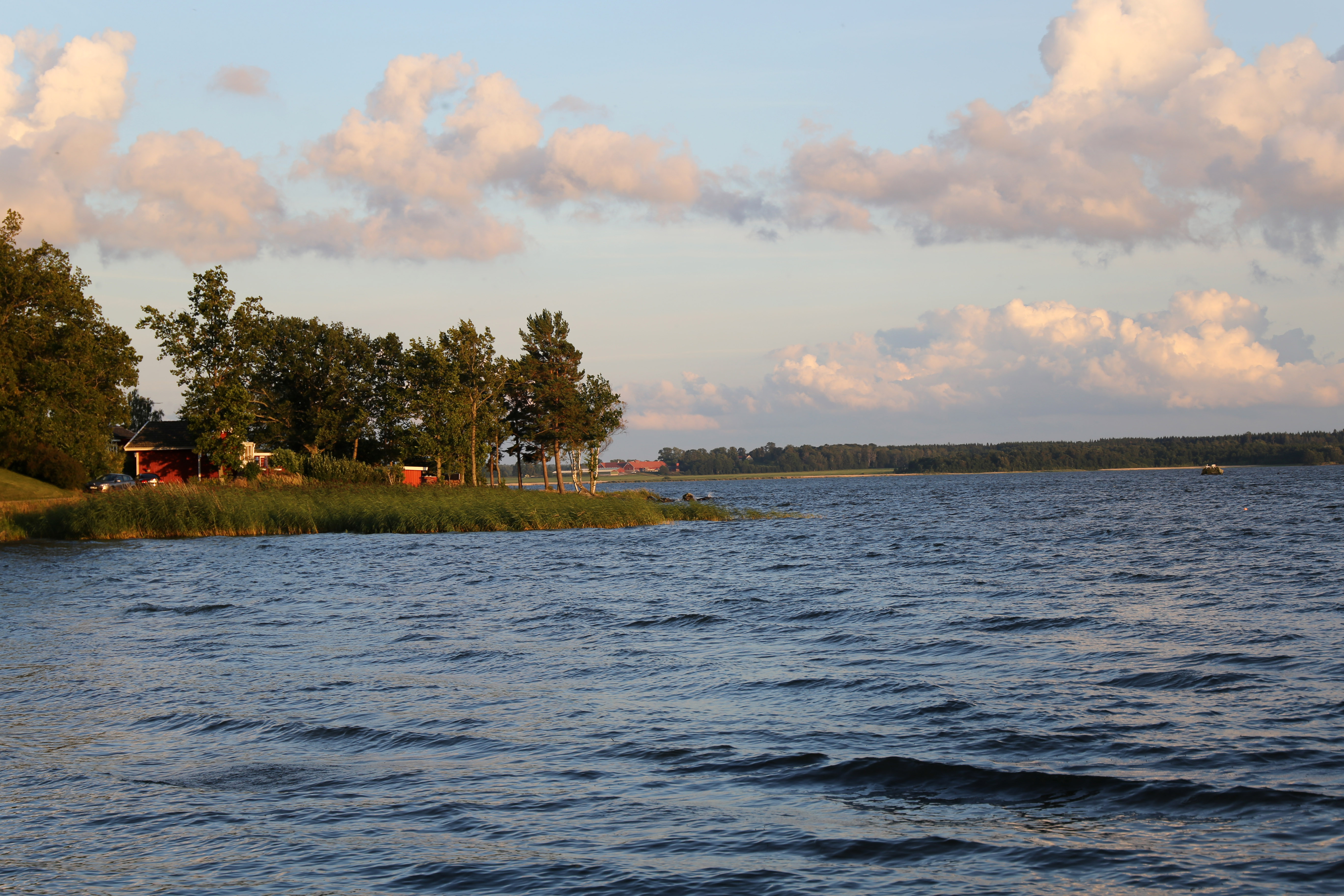
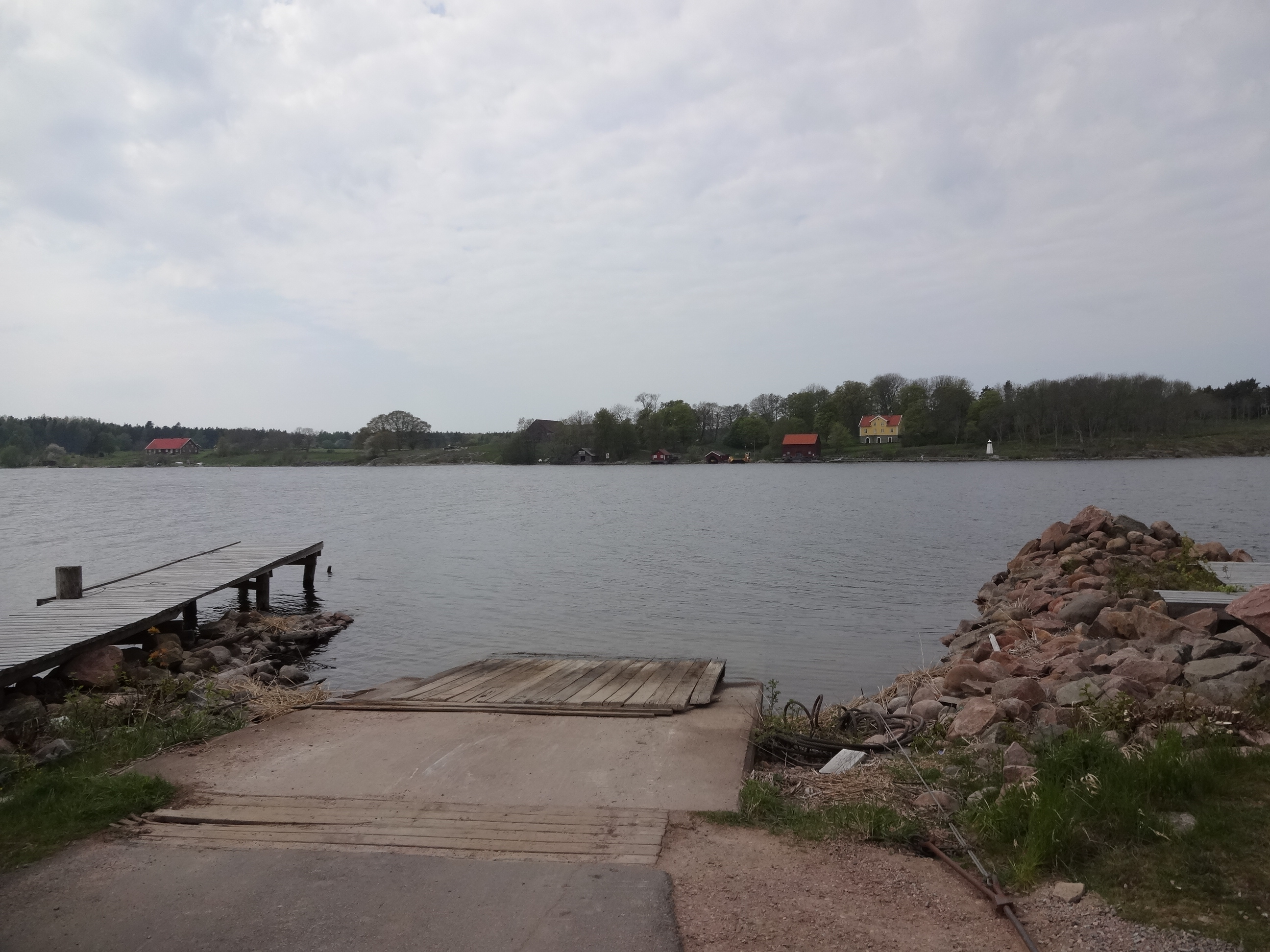